# خورشید و ماه (سرزمین میانه)
در رشته داستان‌های جی. آر. آر. تالکین از خورشید و ماه به عنوان ابزار کیهان‌شناسی برای توضیح رازهای آردا استفاده شده‌است.
وصف ماه و خورشید در کتاب نارسیلیون (آواز ماه و خورشید) آمده‌است.

## خورشید
در رشته‌افسانه‌های تالکین، خورشید از سوی آئوله که یک والا است و مردمانش ایجاد می‌شود. خورشید ابزاری است که آخرین میوهٔ لورلین را نگه دارد. خورشید از سوی آرین که یک مایا است هدایت می‌شود.
الف‌ها به خورشید آنار یا آتش زرین می‌گویند. در زبان سینداری به خورشید اَنُر گفته می‌شود و نام میناس اَنُر (که بعدها میناس تیریث خوانده شد) از همین‌جا گرفته شده. همچنین نام یکی از استان‌های گاندور به نام انوئرین نیز از خورشید گرفته شده‌است. وازا به معنی قلب آتش نامی است که نولدور با آن خورشید را می‌خواند.
گالوم به خورشید، چهرهٔ زرد می‌گفت.
موجودات مورگوت، اورک‌ها با خورشید در تقابل درآمدند و به غیر از اوروک-های‌ها دیگر موجودات مورگوت هنگامی بیرون می‌آمدند که خورشید در آسمان نبود.
مشکل ترول‌های سرزمین میانی با خورشید از اورک‌ها هم بیشتر بود چون آن‌ها زیر نور خورشید تبدیل به سنگ می‌شدند تنها النگ-های‌ها می‌توانستند زیر نور خورشید بیایند.

## ماه
تیلیون نام مایایی است که وظیفهٔ هدایت ماه را بر دوش دارد.
الف‌ها به ماه ایزیل یا درخشنده می‌گویند، نامی که واینار به ماه داد. در زبان سینداری به ماه، ایتیل گفته می‌شد. نام میناس ایتیل که بعدها به میناس مورگول تغییر پیدا کرد از همین‌جا آمده‌است. نام استان ایتیلین در گاندور نیز چنین است. نولدور به ماه رئنا (Rána) به معنی خودرای می‌گفت.
در دیدگاه الف‌ها، ماه از خورشید بسیار با ارزش تر بود.